# Margarita Guzmán
Margarita Sofia Guzmán Guerrero  (23 de março de 1993) é uma jogadora de vôlei de praia colombiana.

## Carreira
Em 2013 já disputava o Circuito Sul-Americano Ingrid López com melhor resultado na oitava de Girardot o quinto lugar e em 2015 esteve no referido circuito com esta mesma jogadora na etapa da Bolívia e terminaram na nona posição.
Em 2018 ao lado de Viviana Garzón disputou os Jogos Sul-Americanos de Praia em Rosario e finalizaram na nona posição.Em 2020 esteve com Laura Alvira na primeira etapa do Circuito Sul-Americano em Coquimbo, na sequência com Diana Ríos na etapa de lima e conquistaram a medalha de bronze na Finals da Continental Cup  em Assunção.
Em 2022 ao lado de Yuli Ayala foram quartas colocadas nas etapas de Montevidéu e San Juan, e obteve a quinta posição no CSV Finals 2021-22 em Uberlândia. Retomou a dupla com Diana Ríos terminando na quinta posição nas etapas de Mollendo e Cochabamba, dispuataram o Campeonato Mundial de 2022 em Roma

## Títulos e resultados
- Continental Cup Finals:2021
- Etapa de Montevidéu do Circuito Sul-Americano:2021
- Etapa de San Juan do Circuito Sul-Americano:2021